# Rikfruktig gelélav
Rikfruktig gelélav (Collema polycarpon) är en lavart som beskrevs av Hoffm. Rikfruktig gelélav ingår i släktet Collema och familjen Collemataceae.  Arten är reproducerande i Sverige. Inga underarter finns listade i Catalogue of Life.